# District d'Alga
Le district d'Alga (kazakh : Алға ауданы) est un district de l’oblys d'Aktioubé au Kazakhstan.  

## Géographie
Le centre administratif du district est la ville d'Alga.

## Démographie
La population est de 38 961 habitants en 2013. 